# Lijst van Hongkongse autosnelwegen

Autosnelwegnet in Hongkong

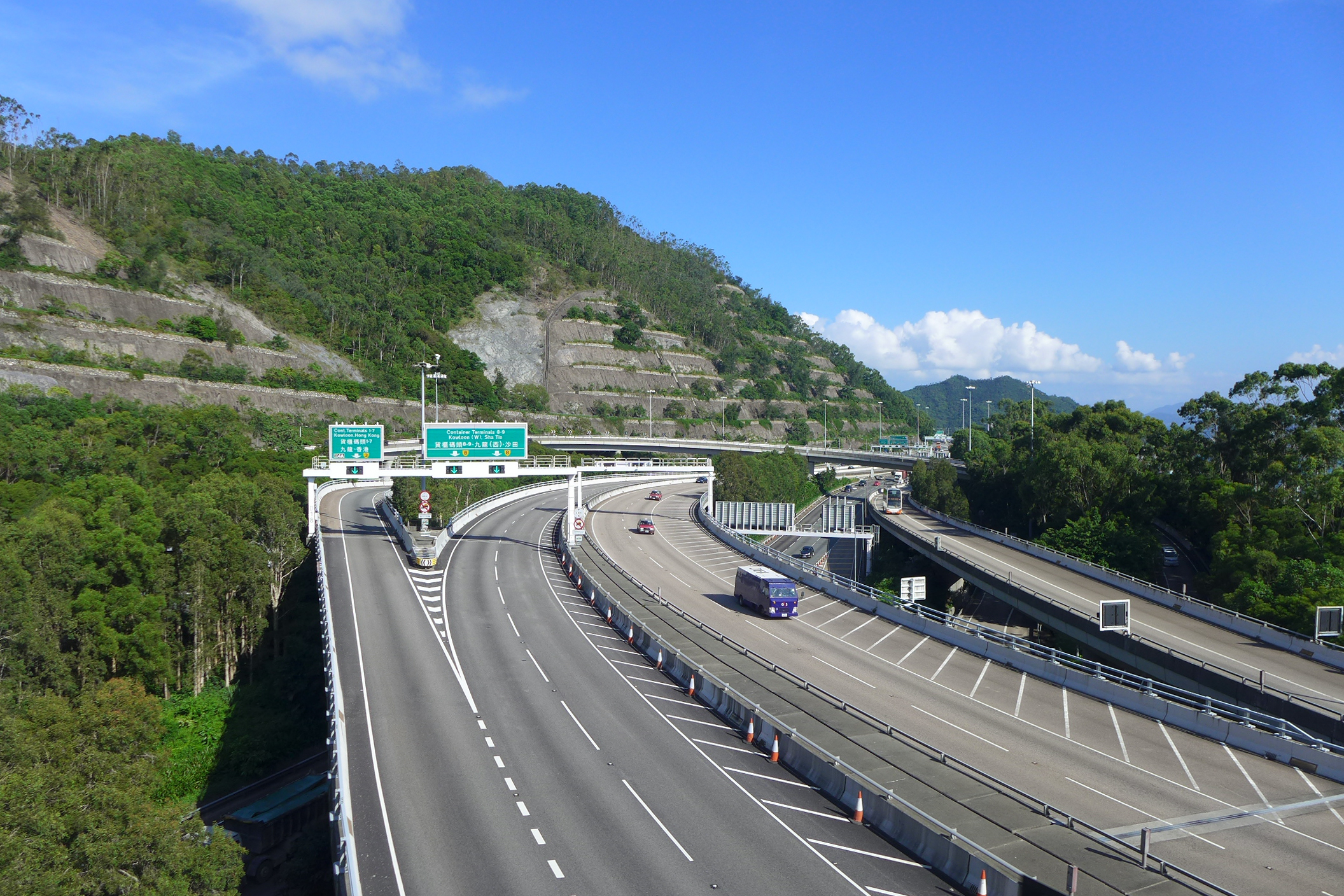
Hongkongse autosnelweg

Hieronder volgt een lijst van autosnelwegen in Hongkong.
| Autosnelwegen in Hongkong           | Autosnelwegen in Hongkong       | Autosnelwegen in Hongkong                                                                                    | Autosnelwegen in Hongkong | Autosnelwegen in Hongkong |
| Officiële naam                      | (Onderdeel van) Nationale route | Traject | Lengte                    | Opmerkingen               |
| ----------------------------------- | ------------------------------- | --- | ------------------------- | ------------------------- |
| Cheung Tsing Highway                |                                 | Verbindt de Cheung Tsing Tunnel met North West Tsing Yi Interchange op Tsing Yi Island in de New Territories | 1,2 km                    | Geopend in 1997           |
| Fanling Highway                     |                                 | Verbindt Tai Po met de San Tin Highway                                                                       | 10 km                     | Geopend in 1987           |
| Heung Yuen Wai Highway              |                                 | Verbindt de Fanling Highway met de grens met China                                                           | 11,1 km                   | Geopend in 2019           |
| Hong Kong–Shenzhen Western Corridor |                                 | Verbindt Hongkong via de Shenzhen Bay Bridge met de grens met China                                          |                           | Geopend in 2007           |
| Island Eastern Corridor (IEC)       |                                 | Verbindt Causeway Bay met Chai Wan                                                                           |                           |                           |
| Kong Sham Western Highway           |                                 | Verbindt Deep Bay met Lam Tei                                                                                | 5,4 km                    |                           |
| Kwun Tong Bypass                    |                                 | |                           |                           |
| Lantau Link                         |                                 | | 4 km                      |                           |
| North Lantau Highway                |                                 | | 12,8 km                   |                           |
| Penny's Bay Highway                 |                                 | | 1,5 km                    |                           |
| San Tin Highway                     |                                 | | 7,9 km                    |                           |
| Sha Tin Road                        |                                 | | 3,4 km                    |                           |
| Tate's Cairn Highway                |                                 | |                           |                           |
| Tolo Highway                        |                                 | | 11,3 km                   |                           |
| Tsing Kwai Highway                  |                                 | |                           |                           |
| Tsing Long Highway                  |                                 | | 12,5 km                   |                           |
| Tsing Sha Highway                   |                                 | | 15 km                     |                           |
| Tsing Yi North Coastal Road         |                                 | | 2,2 km                    |                           |
| Tuen Mun Road                       |                                 | | 19,4 km                   |                           |
| West Kowloon Corridor               |                                 | |                           |                           |
| West Kowloon Highway                |                                 | | 5 km                      |                           |
| Yuen Long Highway                   |                                 | | 10 km                     |                           |